# 슈퍼 맘
《슈퍼 맘》은 2017년 9월 18일 GMA 네트워크에서 방영된 드라마이다.

## 등장 인물

### 주요 인물
- 마리안 리베라 : Bb. 미너바 헤네라라 역
- 킴 도밍고 :산드라 역
- 조이스 칭 : 제이드 역
- 질리안 워드 : 샘이 역
- 앗흐 어테가 : 체스카 역

### 그 외 인물들
- 디에터 오캄토
- 커미나 빌랴로엘l
- 헤렌 감보아
- 알 탄타이
- 멕 임퍼리알
- 크리스토퍼 마틴
- 세서 몬타노
- 자랄드 나포렛
- 차라즈 솔로몬
- 엔라코 궨카
- 줄리우스 미겔
- 앗흘리 리베라
- 줄리우스 엣카가
- 조안아 마리 탄
- 니콜 두라랴
- 이반 도르슈너
- 코넌 스티븐스